# 1688
1688 (MDCLXXXVIII) je bilo prestopno leto, ki se je po gregorijanskem koledarju začelo na četrtek, po 10 dni počasnejšem julijanskem koledarju pa na nedeljo.

## Dogodki
- Turčija izgubi Ogrsko.

## Rojstva
- 8. februar - Emanuel Swedenborg, švedski znanstvenik, filozof, teozof († 1772)
- 21. maj - Alexander Pope, angleški pesnik, pisatelj († 1744)
- - Hori Keizan, japonski filolog († 1757)

## Smrti
- 26. junij - Ralph Cudworth, angleški filozof (* 1617)
- 22. september - François Bernier, francoski zdravnik, popotnik in filozof (* 1620)
- - Hajaši Gaho, japonski konfucijanski filozof (* 1618)